# Sangihekungsfiskare
Sangihekungsfiskare (Ceyx sangirensis) är en fågel i familjen kungsfiskare inom ordningen praktfåglar.

## Utbredning och systematik
Arten förekommer på ön Sangihe norr om Sulawesi, där den möjligen är utdöd, och förr eventuellt också i Talaudöarna. Den kategoriserades tidigare som underart till sulawesikungsfiskare (Ceyx fallax) men urskildes 2014 som egen art av BirdLife International, 2022 av tongivande eBird/Clements och 2023 av International Ornithological Congress.

## Status
Fågeln kategoriseras av IUCN som akut hotad.